# ریدینگ (میشیگان)
ریدینگ، میشیگان (به انگلیسی: Reading, Michigan) یک شهر در ایالات متحده آمریکا با جمعیت ۱٬۰۷۸ نفر است که در میشیگان واقع شده‌است.

## موقعیت جغرافیایی
موقعیت جغرافیایی شهرها و مناطق اطراف به شرح زیر است: